# Bucklandiella angustifolia
Bucklandiella angustifolia là một loài Rêu trong họ Grimmiaceae. Loài này được (Broth.) Bednarek-Ochyra & Ochyra mô tả khoa học đầu tiên năm 2003.